# 涼坪白塔
涼坪白塔位於重慶市榮昌縣觀勝鎮白塔村，文物遺址年代為宋代，1992年3月19日列為重慶市第二批市級文物保護單位。2009年12月15日列為第二批重慶市文物保護單位。